# AS Maddaloni Basket
L'AS Maddamoni Basket, ou Coconuda Maddaloni ou encore Kalati Maddaloni, est un club italien féminin de basket-ball appartenant à la Serie B, la 2e division du championnat italien. Le club est basé dans la ville de Maddaloni, dans la province de Caserte en Campanie.

## Palmarès
Néant

## Entraîneurs successifs
- Depuis ? :  Franco Palazzino

## Joueuses célèbres ou marquantes
- Edna Campbell
- Betty Lennox
- Plenette Pierson